# Cassipourea parvifolia
Cassipourea parvifolia là một loài thực vật có hoa trong họ Rhizophoraceae. Loài này được (Scott-Elliot) Stapf mô tả khoa học đầu tiên năm 1904.